# Deuxième circonscription électorale de la province d'Izmir
La deuxième circonscription électorale d'Izmir correspond à un groupement de 15 districts de la province du même nom et envoie 14 députés à la Grande assemblée nationale de Turquie (13 entre 2011 et 2018).

## Composition
La deuxième circonscription d'Izmir est divisée en 15 districts (ilçe). Chaque district est composé d'un chef-lieu et de municipalités (communes et villages).

## Résultats électoraux

### Élections législatives de 2018
| Partis                   | Partis                                        | Voix      | %     | Sièges | +/-           | Élus |
| ------------------------ | --------------------------------------------- | --------- | ----- | ------ | ------------- | --- |
|                          | Parti républicain du peuple (CHP)             | 623 028   | 41,55 | 7      |               | Kemal Kılıçdaroğlu, Selin Sayek Böke, Kamil Okyay Sındır, Atila Sertel, Sevda Erdan Kılıç, Mahir Polat, Bedri Serter |
|                          | Parti de la justice et du développement (AKP) | 429 462   | 32,84 | 4      | en stagnation | Hamza Dağ, Alpay Özalan, Necip Nasır et Yaşar Kırkpınar                                                              |
|                          | Le Bon Parti (İYİ)                            | 168 774   | 11,25 | 1      | Nv.           | Aytun Çıray |
|                          | Parti démocratique des peuples (HDP)          | 157 616   | 10,51 | 1      | en stagnation | Murat Çepni |
|                          | Parti d'action nationaliste (MHP)             | 100 307   | 6,69  | 1      | en stagnation | Tamer Osmanağaoğlu                                                                                                   |
|                          | Parti de la félicité (SP)                     | 12 114    | 0,81  | 0      | en stagnation | |
|                          | Parti patriote (VATAN)                        | 4 845     | 0,32  | 0      | en stagnation | |
|                          | Parti de la cause libre (HÜDA PAR)            | 2 506     | 0,17  | 0      | en stagnation | |
|                          | Indépendants (Ind.)                           | 993       | 0,07  | 0      | en stagnation | |
|                          |                                               |           |       |        |               | |
| Total                    | Total                                         | 1 499 645 | 100   | 14     | 1             | - |
| Inscrits / participation | Inscrits / participation                      | 1 653 277 | 89,72 |        |               | |

### Élections législatives de 2023
| Partis                   | Partis                                        | Voix      | %     | Sièges | +/-           | Élus |
| ------------------------ | --------------------------------------------- | --------- | ----- | ------ | ------------- | --- |
|                          | Parti républicain du peuple (CHP)             | 642 385   | 39,98 | 7      | en stagnation | Gökçe Gökçen, Rıfat Turuntay Nalbantoğlu, Rahmi Aşkın Türeli, Mahir Polat, Mehmet Salih Uzun, Deniz Yücel et Mustafa Bilici |
|                          | Parti de la justice et du développement (AKP) | 402 010   | 25,02 | 4      | en stagnation | Eyyüp Kadir İnan, Alpay Özalan, Ceyda Bölünmez Çankırı et Yaşar Kırkpınar                                                   |
|                          | Le Bon Parti (İYİ)                            | 175 518   | 10,92 | 1      | en stagnation | Hüsmen Kırkpınar |
|                          | Parti de la gauche verte (YSP)                | 97 499    | 6,07  | 1      | en stagnation | İbrahim Akın |
|                          | Parti d'action nationaliste (MHP)             | 93 589    | 5,82  | 1      | en stagnation | Tamer Osmanağaoğlu |
|                          | Parti des travailleurs de Turquie (TIP)       | 86 794    | 5,40  | 0      | en stagnation | |
|                          | Parti de la victoire (ZP)                     | 37 695    | 2,35  | 0      | Nv.           | |
|                          | Parti de la patrie (M)                        | 18 580    | 1,17  | 0      | Nv.           | |
|                          | Nouveau parti de la prospérité (YRP)          | 15 154    | 0,94  | 0      | Nv.           | |
|                          | Parti de la grande unité (BBP)                | 7 163     | 0,45  | 0      | en stagnation | |
|                          | Parti jeune (GP)                              | 6 022     | 0,37  | 0      | en stagnation | |
|                          | Parti de la justice (AP)                      | 4 164     | 0,26  | 0      | Nv.           | |
|                          | Parti communiste de Turquie (TKP)             | 2 867     | 0,18  | 0      | en stagnation | |
|                          | Parti de la mère patrie (ANAP)                | 2 166     | 0,13  | 0      | en stagnation | |
|                          | Parti de gauche (SOL)                         | 1 957     | 0,12  | 0      | en stagnation | |
|                          | Parti patriote (VATAN)                        | 1 829     | 0,11  | 0      | en stagnation | |
|                          | Parti de la nation (MP)                       | 1 675     | 0,10  | 0      | en stagnation | |
|                          | Parti de la justice et de l'unité (AB)        | 1 615     | 0,10  | 0      | Nv.           | |
|                          | Parti de l'union du pouvoir (GBP)             | 1 506     | 0,09  | 0      | Nv.           | |
|                          | Parti des droits et libertés (HAK)            | 970       | 0,06  | 0      | en stagnation | |
|                          | Parti de libération du peuple (HKP)           | 857       | 0,05  | 0      | en stagnation | |
|                          | Mouvement communiste (TKH)                    | 684       | 0,04  | 0      | Nv.           | |
|                          | Parti de la route nationale (MYP)             | 464       | 0,03  | 0      | Nv.           | |
|                          | Parti de l'innovation (YP)                    | 300       | 0,02  | 0      | Nv.           | |
|                          | Indépendants (Ind.)                           | 3 267     | 0,20  | 0      | en stagnation | |
|                          |                                               |           |       |        |               | |
| Total                    | Total                                         | 1 606 730 | 100   | 14     | en stagnation | - |
| Inscrits / participation | Inscrits / participation                      | 1 750 764 | 90,94 |        |               | |